# اوبراوراخ
اوبراوراخ (به آلمانی: Oberaurach) یک شهر در آلمان است که در هاسبرگه واقع شده‌است.